# 陳翼龍
陈翼龙（1886年—1913年8月6日），亦名意农，湖北罗田人。中国社会党领袖。被枪杀。
1901年任上海《神州日报》记者，结识宋教仁。1911年7月与江亢虎在上海成立“社会主义同志会”，12月仿造欧洲社会民主党，成立“中国社会党”苏州支部，陈为总务干事。
中华民国成立后，1912年7月与江亢虎一道赴北京，建立中国社会党北京支部，陈为总干事，发展党员400余人（包括李大钊、郭须静、顾颉刚等），组织国会院外活动。同时在京创办“法律出版社”、“世界语学会”、“北京新剧社”和“平民学校”，陈兼平民学校校长。
1913年2月，与李大钊、郭须静在天津筹建支部，遭江亢虎反对，向内务部呈文否认，该支部被袁世凯取缔。陈遂与江决裂，将“中国社会党北京总部”改为“万国社会党中国总部”。
1913年3月宋教仁在上海遇刺，陈决心配合孙中山反袁，准备在京、津发动起义。4月，典当衣物作路费南下联络反袁。7月25日由上海回京。次日在平民学校被京师警察厅侦辑队逮捕。8月6日惨遭枪杀。8月7日袁世凯政府即通电全国取缔中国社会党。